# Ratchet and Clank
Pour le premier épisode de la série, voir Ratchet and Clank (jeu vidéo, 2002).
Pour le remake, voir Ratchet and Clank (jeu vidéo, 2016).
Ratchet and Clank est une série de jeux vidéo d'action-aventure mélangeant plates-formes et tir en vue à la troisième personne développée par les studios Insomniac Games et High Impact Games éditée par Sony Computer Entertainment. Depuis sa création en 2002 et la sortie du premier Ratchet & Clank, quatorze jeux font officiellement partie de la saga : douze par Insomniac Games et deux par High Impact Games.
Les jeux se déroulent dans un univers de science-fiction de genre space opera et suivent les aventures de Ratchet, un extraterrestre félidé de la race des lombax, et Clank, un robot de guerre défectueux, face à aux différentes menaces envers les galaxies de leur univers. Ils rencontrent durant leur épopée plusieurs personnages : le super-héros vaniteux et peureux capitaine Qwark mais surtout celui qui devient leur némésis : le Dr Nefarious.
Marquant la plate-forme sur PlayStation 2 aux côtés de Jak and Daxter et Sly Cooper, le succès critique et commercial global de la série, répartie sur quatre générations de consoles, l'a fait devenir l'une des licences phares de la marque PlayStation et l'une des plus anciennes encore actives.
La licence se renforce par la parution d'un manga (ラチェット＆クランク―ガガガ!銀河のがけっぷち伝説 (Ratchet & Clank: Gagaga! Ginga no Gakeppuchi), 2005) et la publication d'un comic book (Ratchet and Clank, 2010) ainsi que les sorties d'une adaptation cinématographique (Ratchet et Clank, 2016) et d'un court-métrage (Ratchet and Clank: Life of Pie, 2021).

## Présentation

### Système de jeu

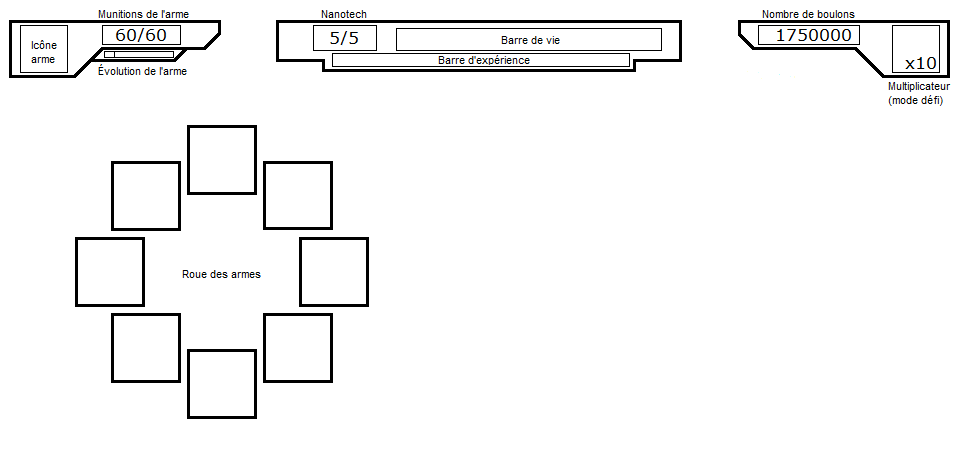
Reproduction de l'ATH dans La taille, ça compte, qui revient dans l'ensemble des opus avec quelques changements. En cours de jeu, seule la partie haute recouvre l'écran ; la « roue des armes » s'affiche seulement lorsqu'un bouton spécifique de la manette est appuyé.

Les Ratchet & Clank sont des jeux d'action-aventure et de plates-formes dans lequel le joueur contrôle principalement Ratchet en vue à la troisième personne avec une vue subjective parfois disponible. Chaque jeu dispose au minimum d'un mode histoire jouable seul avec parfois l'aide d'une I.A tandis qu'un mode multijoueur coopératif et/ou compétitif est parfois disponible sur certains opus, comprenant le jeu en réseau en ligne.
Le joueur a pour but de parcourir des environnements variés (plage, forêt, usine, ville, etc.) sur diverses planètes tout en éliminant les ennemis lui faisant face et en franchissant les obstacles par le biais d'une collection d'armes et de gadgets. Le joueur doit préserver la santé de son personnage — appelé nanotech — en évitant de subir des dégâts (ennemis, pièges, chutes, etc.). Lorsqu'elle tombe à 0 points de vie (P.V.), la session prend fin et le joueur reprend la partie depuis le point de passage précédent.
Dans l'ATH du joueur se trouvent le nombre de munitions de l'arme sélectionnée et la barre de santé du personnage avec leurs barres d'évolution respectives, introduites à partir de Ratchet and Clank 2, ainsi que le nombre de boulons détenus et le multiplicateur, affiché seulement en mode « Défi ». La roue des armes n'apparaît qu'après avoir appuyé sur une touche spécifique de la manette. Cette dernière permet au joueur de sélectionner rapidement l'une de ses armes. La disposition précise des éléments peut varier d'un opus à l'autre.
En fonction de l'opus, d'autres éléments de gameplay sont ajoutés. Parmi les plus récurrents se trouvent les défis d'arène où le joueur doit effectuer un combat en arène face à de multiples ennemis, incluant parfois des boss. Il peut parfois être contraint d'effectuer les défis dans des circonstances particulières : arme unique, mort subite, temps limité, etc. Un défi remporté fait gagner au joueur de l'argent ou des collectibles selon la récompense prévue. Pour la plupart optionnels, le joueur est néanmoins obligé d'en effectuer quelques-uns pour progresser dans l'histoire, que ce soit pour obtenir un objet permettant de passer un obstacle ou obtenir les coordonnées de la prochaine planète. Le joueur est également amené à résoudre des puzzles afin d'ouvrir l'accès à certaines zones.
Le joueur peut occasionnellement incarner Clank, dont les séquences de jeu consistent principalement à atteindre le bout de la zone par la résolution de plusieurs énigmes, parfois avec l'assistance de minions qu'il peut contrôler.

### Progression
Le joueur incarne principalement Ratchet avec lequel il peut marcher, courir, se déplacer latéralement en tirant (strafing (en)), sauter (voire double sauter) et s'accroupir afin de traverser les niveaux remplis d'obstacles et d'ennemis. Le joueur peut accéder à des plates-formes éloignées par le biais de Clank — activer ses hélices permet de planer ou de sauter plus haut ou plus loin. La progression dans les niveaux est ponctuée de points de contrôle. Dès Ratchet and Clank 2, plusieurs mécaniques sont empruntés aux jeux de rôle. En effet, l'expérience de Ratchet, représentée par une barre en haut au centre de l'ATH, augmente au fur et à mesure qu'il élimine ses adversaires. La barre se complète grâce aux points d'expérience acquis en éliminant les ennemis, ce qui entraîne l'augmentation au fur et à mesure de la santé maximale du personnage jusqu'à un total variable selon l'opus.

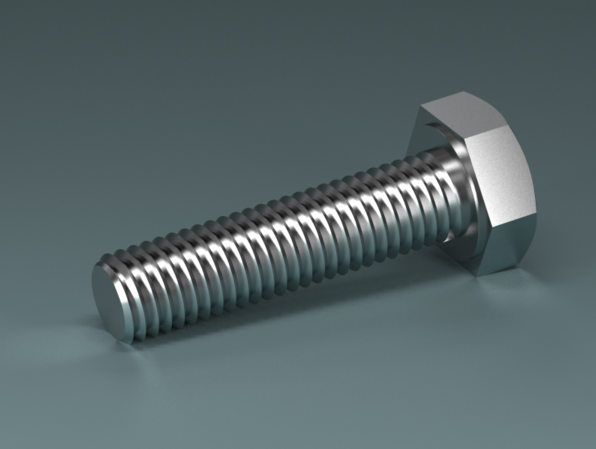
Les boulons servent de monnaie dans l'univers Ratchet and Clank.

Le joueur peut récolter des unités monétaires sous la forme de « boulons » lorsqu'il déplace son personnage. Ils apparaissent quand le joueur détruit des objets cassables, des caisses en bois ou élimine les ennemis, disséminés tout au long des niveaux. Les boulons permettent d'acheter des armes plus puissantes et des munitions. La collecte de boulons en or, rares et volontairement cachés, débloque des bonus cosmétiques pour le joueur. Le joueur est confronté à plusieurs types de caisses autres que celles en bois, il peut également trouver des caisses en métal plus résistantes ou légèrement invisibles, d'autres qui redonnent de la santé ou des munitions tandis que les caisses rouges explosent au contact du personnage.
Le joueur dispose au cours de chaque jeu d'un arsenal très riche en termes d'armes, de gadgets et d'armures, tous aussi variés que fantaisistes. Il commence chaque opus avec la clé à molette de Ratchet, utilisée en partie comme arme de corps-à-corps, ainsi qu'une ou plusieurs armes de base, bien souvent un pistolet et un lance-grenade. Les vendeurs spécialisés fournissent des armes loufoques et des munitions contre des boulons. Ils sont placés à des endroits fixes dans les niveaux. Au fur à mesure que le joueur atteint de nouvelles cartes, de nouvelles armes se débloquent à des prix de plus en plus élevés. L'unique fonction des armes est d'éliminer les ennemis se dressant face à Ratchet. En outre, chaque arme possède une barre d'évolution, comme dans un RPG. Lorsque celle-ci est remplie, l'arme évolue vers une nouvelle version jusqu'à atteindre le niveau le plus élevé et s'octroie au passage de meilleures caractéristiques telles que l'amélioration de la cadence de tir, du nombre de munitions, de la zone d'impact ou encore des dégâts occasionnés. Des modifications d'armes sont achetables dans certains jeux. Un gadget est, quant à lui, généralement essentiel pour progresser dans les niveaux et souvent le seul moyen pour Ratchet d'accéder à de nouvelles zones, parfois secondaires.
Enfin, les « points de compétence » sont des objectifs facultatifs qui demandent au joueur de réaliser une tâche précise et complexe.

### Musique
Quatre compositeurs différents se sont succédé sur l'ensemble de la saga :
- David Bergeaud compose la musique de l'ensemble des opus, ceux de High impact Games inclus, jusqu'à Quest For Booty. Ce dernier sera d'ailleurs le premier jeu de la licence à disposer d'un thème principal. Composant des musiques principalement synthétiques, sa collaboration à la saga s'arrête ensuite du fait que son style ne correspondait plus à ce qu'Insomniac Games désire alors pour le futur de sa licence.
- Boris Salshow, compositeur de la série de FPS Resistance également développée par Insomniac Games, qui ne contribuera à la musique de la saga que sur A Crack in Time.
- Michael Bross est le compositeur de la licence depuis All 4 One jusqu'a Ratchet & Clank Ps4. Il sera d'ailleurs le premier à voir ses musiques commercialisées sur le PlayStation Network.
- Mark Mothersbaugh est le compositeur de Rift Apart.

### Distribution

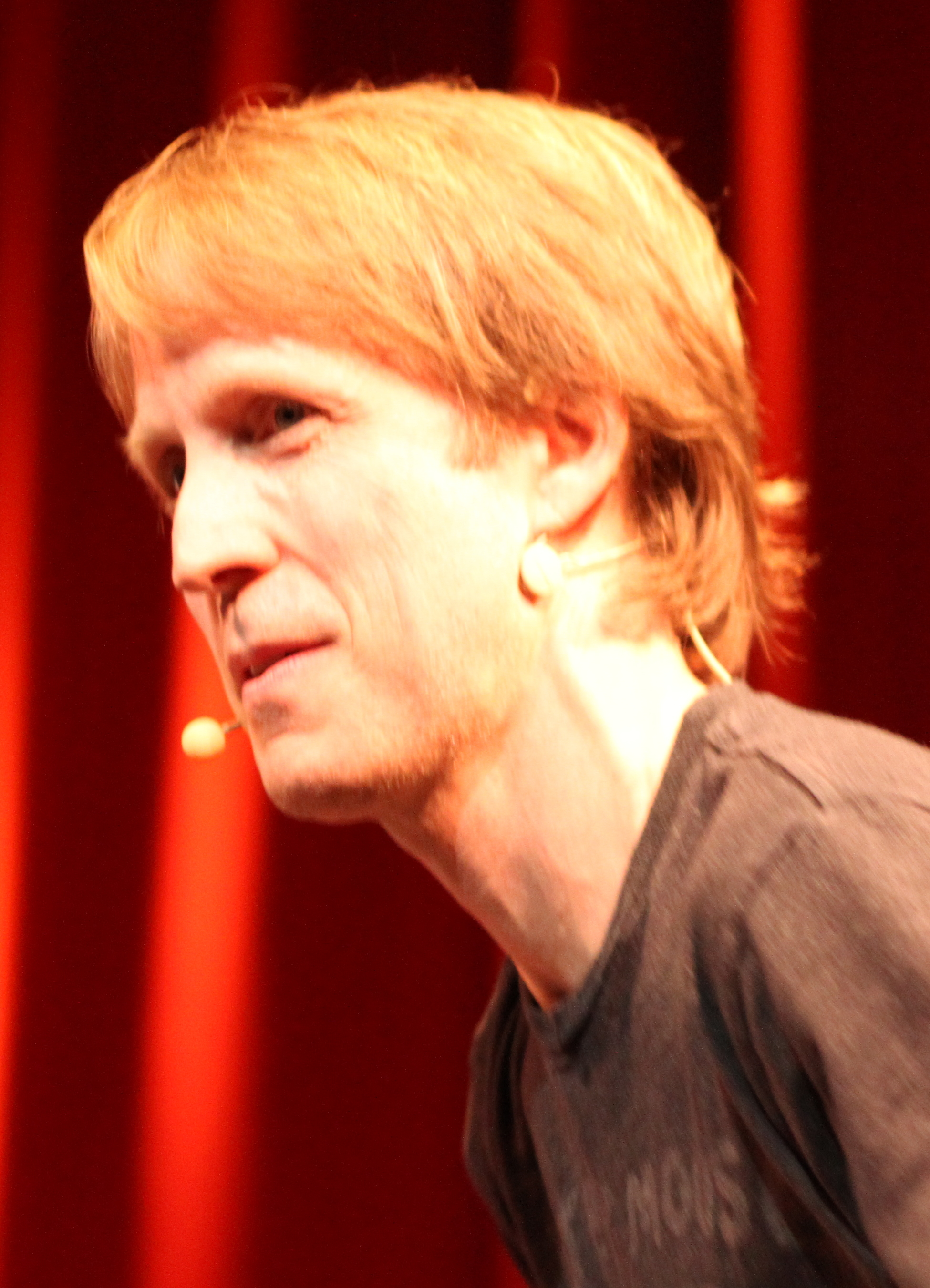
James Arnold Taylor, interprète original de Ratchet depuis 2003.

En version originale, Ratchet et Clank sont incarnés respectivement par Mikey Kelley et David Kaye dans le premier jeu. Toutefois, la personnalité de Ratchet jugée trop « sarcastique et égoïste » par les développeurs les poussent à symboliser la personnalité plus affable et mature de Ratchet par un nouveau comédien. James Arnold Taylor rejoint alors la distribution à partir de Ratchet and Clank 2. Jim Ward incarne quant à lui le capitaine Qwark également à partir du premier opus. Toutefois, son absence dans Rift Apart est annoncée en mai 2021, quelques semaines avant la sortie du jeu, en raison de plusieurs soucis de santé, notamment des symptômes de la maladie d'Alzheimer ainsi qu'une contraction sévère de la Covid-19. Il est alors remplacé par Scott Whyte. Au fil des années, de nouveaux comédiens rejoignent la distribution sur plusieurs opus : Armin Shimerman pour le docteur Nefarious, Michael Bell pour Lawrence et Gleeman Vox. Jennifer Hale et Debra Wilson sont les premières comédiennes à rejoindre la distribution principale lors de la sortie de Rift Apart,.

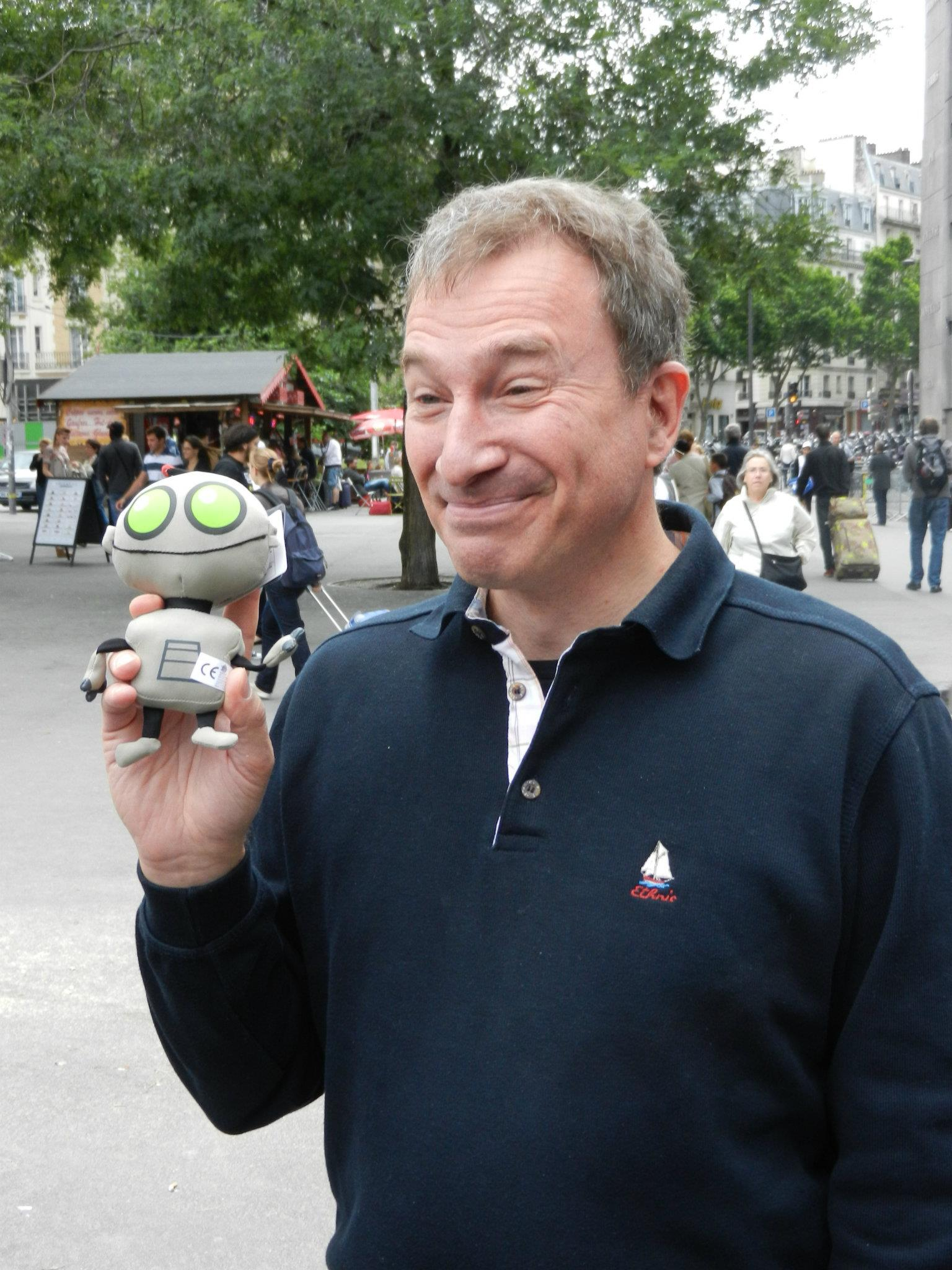
Martial Le Minoux tenant une peluche de Clank, dont il assure la voix française.

La version française voit initialement Marc Saez et Martial Le Minoux incarner Ratchet et Clank, ainsi que quelques personnages secondaires, tandis que Hervé Caradec double le capitaine Qwark. Martial Le Minoux est également chargé de la direction artistique des premiers jeux. En 2007, un différend oppose Marc Saez et la boîte de doublage La Marque Rose, qui est chargée de la localisation française des jeux PlayStation. Il est alors remplacé par Cyrille Artaux qui interprète Ratchet sans discontinuer depuis. La seule exception a lieu pour A Crack In Time : en raison de problèmes de planning, Cyrille Artaux et Martial Le Minoux n'ont pu enregistrer l'ensemble de leurs répliques et sont respectivement remplacés sur ces dernières par Mark Lesser et Eric Legrand. Philippe Peythieu incarne le docteur Nefarious puis Barbara Tissier et Fily Keita rejoignent la distribution principale dans les rôles respectifs de Rivet et de Kit.

## Univers

### Espèces

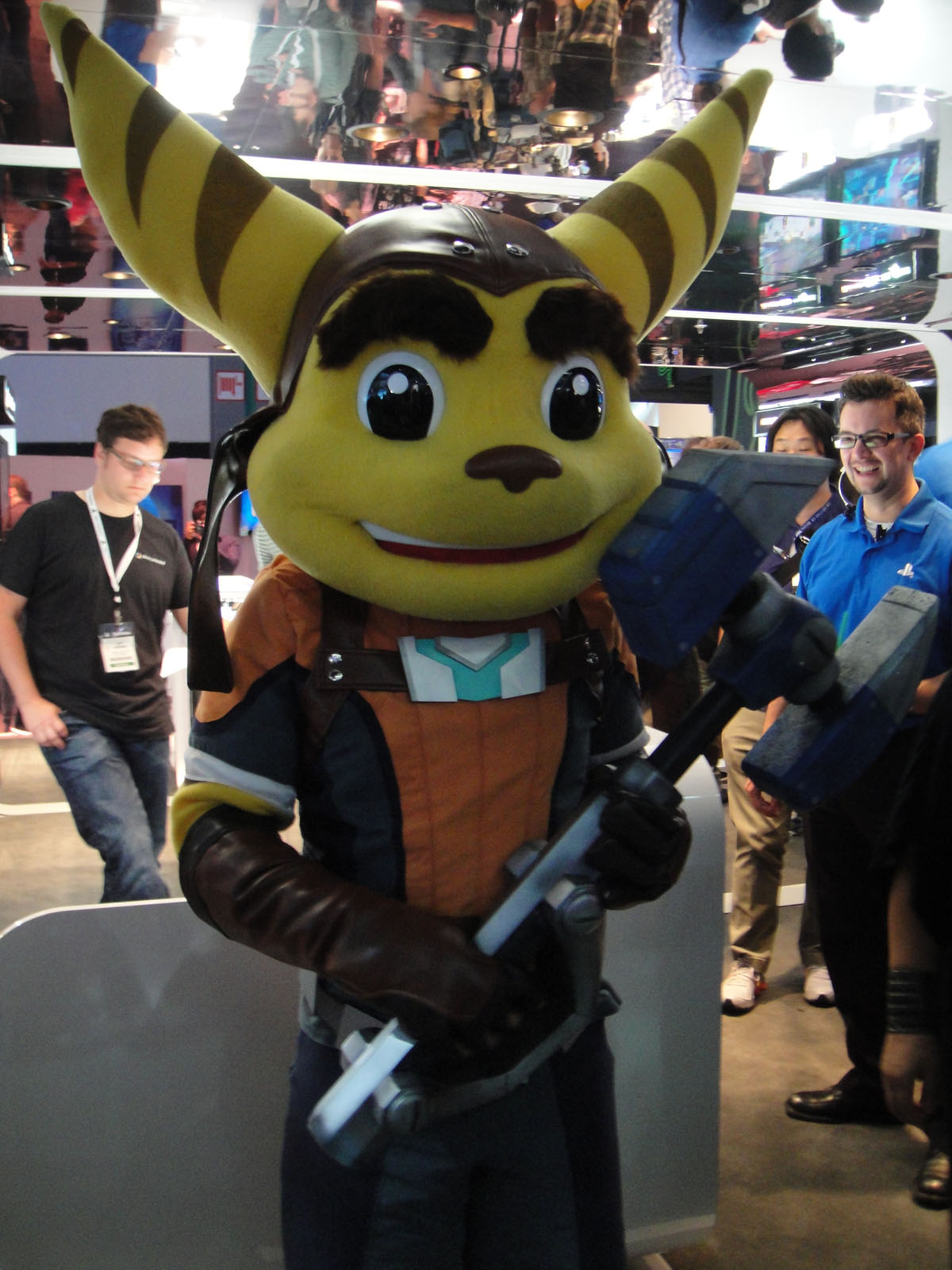
Cosplay de Ratchet, dernier représentant de son espèce : les lombax.

Plusieurs espèces apparaissent dans la série et proviennent en général d'une seule planète. La société de l'univers ne semble pas montrer de discriminations réelles entre elles, à l'exceptions des animosités issues de guerres.
Parmi les principales espèces croisées, il y a les lombax, des félidés humanoïdes originaires de la planète Fastoon, réputés pour être de brillants ingénieurs et considérés comme des héros après avoir sauvé la galaxie de Polaris de la menace des cragmites. Ces derniers sont des créatures à mi-chemin entre les reptiles et les insectes, originaires de la planète Reepor. C'est une espèce tyrannique et militarisée qui a plongé la galaxie de Polaris dans la peur pendant des décennies avant d'être vaincu par les lombax au cours de la Grange Guerre qui les a opposé. L'antagonisme entre les deux espèces est telle que Perceval Tachyon traquera sans relâche Ratchet pendant des années, qu'il pense être le dernier lombax de l'univers.
Les zonis, créatures ni biologiques, ni robotiques composées uniquement d'énergie, sont les gardiens de la Grande Horloge, créé par celui qui est considéré comme le plus intelligent d'eux : Orvus, le père de Clank. Ils sont ainsi chargés de la préservation du continuum espace-temps.
Enfin, il existe plusieurs espèces antagonistes durant la série :
- les blargs, dirigés par le président Alonzo Drek, des humanoïdes à la peau rosé et au crâne allongé ; une race d'inventeurs et d'ingénieurs mais leur activité a rendu leur monde inhospitalier en raison de la pollution produite par leurs usines.
- les Thugs-4-Less (ou Goons-4-Less), des reptiles humanoïdes provenant de Snivelak, peu intelligents mais particulièrement forts et brutaux, à l'instinct purement guerrier et qui vend son mercenariat au plus offrant.
- les tyrranoïdes qui sont une espèce guerrière de la planète Tyrranosis, avec la particularité d'avoir un nombre d’œil non fixe, dont l'apparence est proche de ceux des diopsidae. Leur fonctionnement hiérarchique est proche des abeilles car ils ont une reine à leur tête.

### Lieux

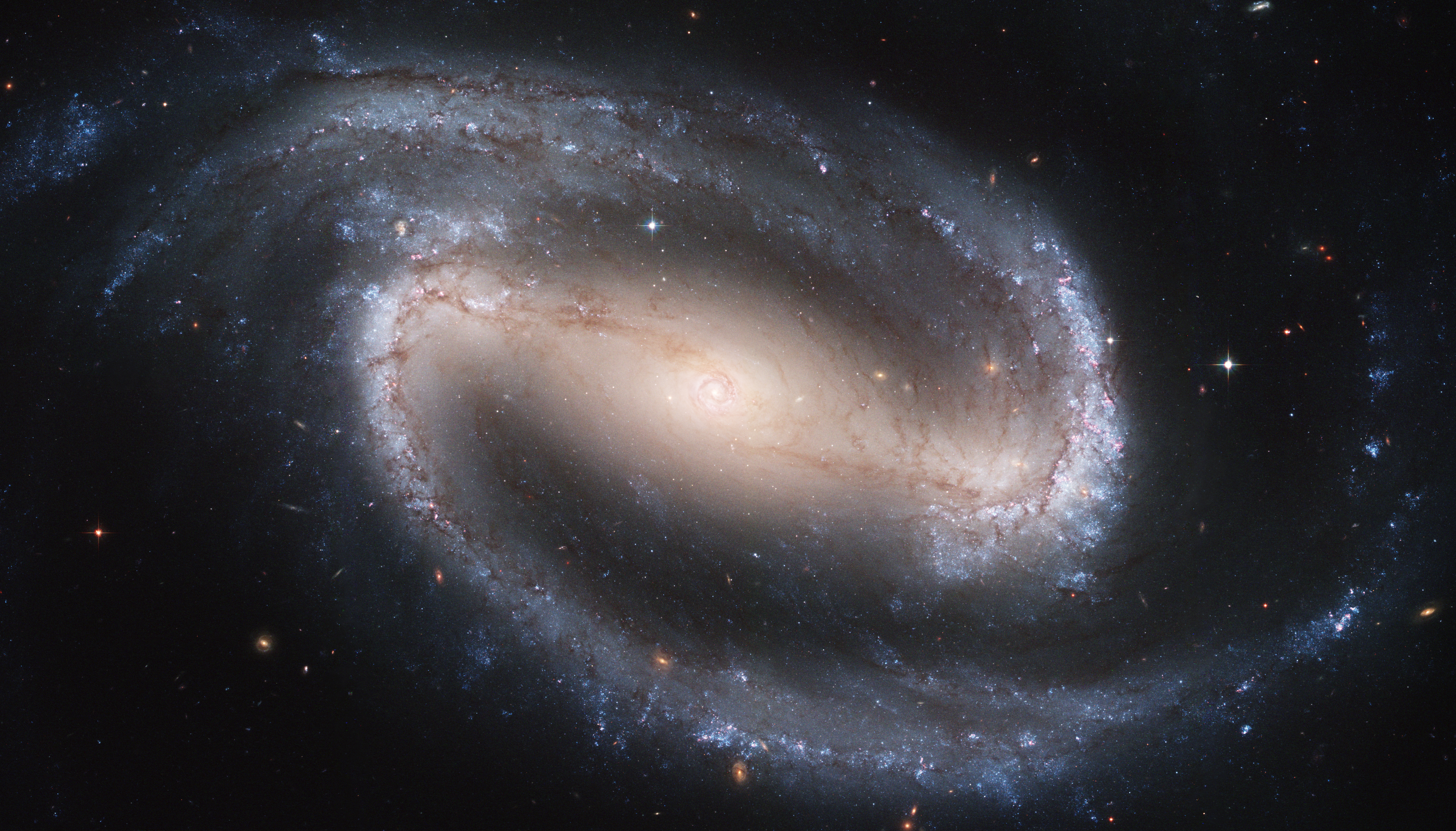
Les voyages à l'échelle galactique font partie des éléments de la saga

La série se déroule dans un univers original et coloré disposant d'une technologie très avancée : le voyage spatial inter-planétaire est possible.
Trois galaxies sont connues : Solana, Bogon et Polaris. Elles sont elles-mêmes composés de plusieurs secteurs et planètes. À l’exception de deuxième jeu où l'action se déroule sur Bogon, l'action des jeux précédant Opération Destruction a lieu sur Solana et par la suite, seule la galaxie de Polaris est explorée, en dehors du premier niveau se déroulant sur la planète Kerwan de Solana.
Les planètes ont différents types de climats, terrains et de populations. De même, la faune et la flore sont très variées.
Bien qu'elles soient différentes, certaines planètes se ressemblent par leur typologie, notamment les planètes Kerwan (Ratchet and Clank), Endako (Ratchet and Clank 2), Igliak (Opération Destruction) ou Corson V (Rift Apart) qui sont des planètes entièrement urbanisées avec de hauts gratte-ciels, semblables à la planète Coruscent dans l'univers Star Wars.
Dévoilé dans Opération Destruction, il existe des dimensions parallèles à l'univers dans lequel évolue Ratchet et Clank. Les ingénieurs lombax ont en effet été en mesure de créer un appareil pour ouvrir des brèches entre elles et voyager dans ce qui est nommé l'Omnivers. Dans ces dimensions, il est révélé dans Rift Apart que les mêmes planètes existent avec des variations.

## Historique

### Série principale
| 2002 | Ratchet and Clank (PS2)             |
| 2003 | Ratchet and Clank 2 (PS2)           |
| 2004 | Ratchet and Clank 3 (PS2)           |
| 2005 | Going Mobile (Mobile)               |
| 2005 | Ratchet: Gladiator (PS2)            |
| 2006 | Clone Home (Mobile, annulé)         |
| 2007 | La taille, ça compte (PSP)          |
| 2007 | Opération Destruction (PS3)         |
| 2008 | Secret Agent Clank (PSP)            |
| 2008 | Quest for Booty (PS3)               |
| 2009 | A Crack in Time (PS3)               |
| 2010 |                                     |
| 2011 | All 4 One (PS3)                     |
| 2012 | Q-Force (PS3)                       |
| 2012 | The Ratchet and Clank Trilogy (PS3) |
| 2013 | Nexus (PS3)                         |
| 2013 | Before the Nexus (App.)             |
| 2014 |                                     |
| 2015 |                                     |
| 2016 | Ratchet and Clank (PS4)             |
| 2017 |                                     |
| 2018 |                                     |
| 2019 |                                     |
| 2020 |                                     |
| 2021 | Rift Apart (PS5)                    |

- Jeux Insomniac Games
- Jeux High Impact Games
- Autres développeurs (Handheld Games,
Idol Minds, Darkside Game)

#### Tétralogie originale (2002–2005)
Durant le développement de Spyro: Year of the Dragon au printemps 2000, Insomniac Games prend la décision de ne plus s'occuper du développement de nouveaux jeux Spyro et de ne pas renouveler leur contrat avec Universal Interactive une fois le jeu achevé, préférant s'orienter vers une nouvelle direction et traiter directement avec Sony pour leur premier jeu sur PlayStation 2, alors fraîchement sortie au Japon et dont la sortie sur le territoire américain doit avoir lieu à la fin de l'année. L'idée est alors de délaisser le style cartoon et la plateforme pour un titre où l'histoire serait l'aspect le plus important.
Le studio commence à travailler sur un jeu de type action-RPG, nommé Girl with a stick ou I5 en interne car étant le 5e jeu d'Insomniac Games, mais finit par réfléchir à un autre concept face au manque d'enthousiasme de l'équipe de développement. Le 20 mars 2001, le pré-développement de Girl with a stick est arrêté après six mois de travail et celui du nouveau projet commence, avec le désir de revenir à la plateforme, ce qui suscite l'enthousiasme de l'équipe de développement.
L'idée d'un alien reptilien voyageant de planète en planète tout en collectant des armes finit par émerger dans les jours qui suivent. Au fil du développement, le concept de voyage interplanétaire est conservé mais l'aspect reptile du personnage principal est changé pour se rapprocher des félins. Un acolyte robotique lui est ajouté sur son dos tandis qu'il se voit équipé d'une clé à molette. Dans le même temps, Jason Rubin, cofondateur de Naughty Dog, prend contact avec le fondateur d'Insomniac Ted Price. Rubin, dont le studio partage alors le même immeuble avec Insomniac et vient tout juste de sortir Jak and Daxter: The Precusor Legacy, propose un gentlemen's agreement : les deux studios conviennent de partager leurs technologies respectives et de faire bénéficier l'autre des améliorations apportées.
Le développement effectif du jeu, nommé Ratchet and Clank, débute ainsi en novembre 2001. Les apports de Naughty Dog permettent d'améliorer significativement le niveau de détails des différents niveaux. Le jeu sort après un an de développement en novembre 2002 sur PlayStation 2 et reçoit un accueil critique et commercial favorable, s'écoulant à 3,7 millions d'exemplaires. Avant même sa sortie, une suite est mise en développement à partir d'août 2002, Sony étant confiant sur le succès du premier opus. De nouvelles features proches de celles de RPG sont introduites, notamment un système d'expérience pour les armes et la santé ainsi que des armures et modifications d'armes. Le nombre d'armes et de gadget est augmenté et les phases de jeu sont également diversifiés : arènes de combat, courses, combats spatiaux, mini-mondes, récoltes de matériaux, défis de piratage. Ratchet and Clank 2 sort ainsi en novembre 2003 et reçoit également des critiques positives, louant notamment les ajouts et l'amélioration graphique mais reprochant un niveau de difficulté bien plus élevé que le premier jeu. Les ventes, bien qu'en baisse, sont également au rendez-vous avec un peu moins de 3 millions d'exemplaires vendus.
Ratchet and Clank 3 est mis en chantier à la fin du développement de son prédécesseur. Cet opus voit l'embauche d'un scénariste pour l'écriture du scénario, jusque là créé au fur et à mesure par les développeurs. L'équipe de développement atteint les 115 membres contre 40 pour le premier opus. Le jeu est le premier de la saga à être doté d'un mode multijoueur et s'oriente ainsi davantage vers un jeu de tir à la troisième personne, avec l'introduction de batailles, qui permettent de se familiariser avec les mécaniques du multijoueur. Néanmoins, le développement du mode oblige le studio à retirer certains éléments introduits dans le précédent opus, notamment les courses et les combats spatiaux. Le némésis de la saga, le Dr Nefarious est introduit et deviendra dès lors un personnage récurrent. Une nouvelle fois, les critiques sont favorables, le jeu obtenant le meilleur score de la saga sur Metacritic et les ventes se révèlent supérieures à celle de son prédécesseur avec 3,2 millions d'exemplaires écoulés.
Pour leur dernier jeu PlayStation 2, Insomniac a l'idée d'apporter une tonalité plus sombre à la saga avec un quatrième Ratchet and Clank, en s'inspirant notamment de Halo. Le jeu, dont le nom de code est Ratchet and Clank: NEXUS, prévoit de prendre place sur une seule planète avec un conflit entre deux espèces, dont Ratchet et Clank ont une position divergente. L'équipe change néanmoins d'orientation pour se diriger vers ce qui devient Ratchet: Gladiator. Le concept des défis au cours de batailles issu de Ratchet and Clank 3 est ainsi repris et devient le cœur du jeu. Insomniac conserve néanmoins le côté plus sombre qu'il voulait donner au jeu qui devient un jeu d'action et de shoot pur, la plateforme et l'exploration étant quasiment délaissés pour des combats permanents. L'absence du nom de Clank dans le titre de jeu s'explique notamment par son rôle plus secondaire que dans les premiers opus : il n'est en effet pas présent aux côtés de Ratchet durant les phases de gameplay. Le joueur ne dispose donc pas des mouvements qu'il pouvait jusqu'alors effectuer avec les équipements de Clank. Il est néanmoins accompagné lors de la plupart des missions par deux assistants robots contrôlés par une I.A, auquel il doit donner différents ordres pour progresser. L'une des nouveautés de l'opus est la capacité de personnaliser ses armes avec différents attributs : napalm, acide, sous-munitions, etc. Il est le premier jeu de la licence à disposer d'une sélection de difficulté avec cinq niveaux possibles mais également d'une campagne jouable en coopération avec un deuxième joueur en écran splité : les deux joueurs partagent le même stock de munitions et les robots de combats disparaissent, leurs actions en mode solo devant alors être effectuées par les joueurs eux-mêmes. Le mode multijoueur se voit amélioré avec de nouveaux modes de jeu et un nombre maximum de joueurs augmenté à 10 contre 8 auparavant. Bien que bonnes, les critiques sont en deçà de la trilogie à laquelle le jeu fait suite, pointant notamment un gameplay répétitif et l'absence de nouveauté. Le jeu se vend néanmoins à plus de 2 millions d'exemplaires, un chiffre plus faible que ses prédécesseurs.

#### SérieFuture(2007–2009)
Lors du passage à la septième génération de console avec la sortie de la PlayStation 3, le premier jeu d'Insomniac pour cette dernière est Resistance: Fall of Man, premier opus d'une trilogie de FPS. C'est à la Game Developers Conference de 2006 qu'un nouveau jeu Ratchet and Clank est annoncé avec un teaser montrant la ville de Metropolis générée et précalculée avec l'architecture de la nouvelle console de Sony. Le jeu est annoncé plus tard sous le titre Ratchet and Clank Future: Tools of Destruction comme le premier opus d'une nouvelle trilogie avec le terme Future. Le terme est néanmoins absent des localisations européennes et ainsi renommé Ratchet and Clank : Opération Destruction en France. Le scénariste T.J. Fixman est ainsi embauché pour écrire cette trilogie tout en maintenant le lien avec le lore déjà établi par les premiers jeux avec le directeur créatif Brian Allgeier (en). Les origines de Ratchet et ce qui est advenu de son espèce sont progressivement révélés et le concept de multivers est introduit dans la saga[réf. nécessaire].
Néanmoins, l'architecture de la PlayStation 3, notamment le processeur Cell, et le nouveau moteur graphique contraignent l'équipe de développement à prendre du temps pour se familiariser avec, rognant ainsi sur la période de production initialement prévue. De nombreux éléments ne sont ainsi pas intégrés : les mondes sphériques, les courses ainsi que le multijoueur. De même, le nombre de planètes est revu à la baisse. Le jeu sort finalement en novembre 2007.
Durant l'Electronic Entertainment Expo (E3) 2008 est annoncé le deuxième opus de la trilogie Future : Quest for Booty, qui sort en août de la même année. Pour la première fois, un Ratchet and Clank sort en dématérialisé et est commercialisé sous la forme d'un contenu téléchargeable, des formats alors peu démocratisés sur les consoles de salon[réf. nécessaire]. Le jeu est plus court que son prédécesseur et prend le thème de la piraterie. L'histoire se concentre sur la quête de Ratchet pour retrouver Clank, porté disparu depuis la fin de Opération Destruction. Le jeu se conclut après le générique par la phrase « L'aventure continue fin 2009 »[réf. nécessaire].
Lors de la Game Developers Conference de 2009, une bande-annonce est dévoilée, montrant un dispositif mécanique avec une voix mettant en garde contre l'utilisation du temps. Progressivement, le mécanisme se révèle être une montre, tenue en main par un lombax visiblement plus âgé que Ratchet. Le titre du jeu, annoncé comme la conclusion de la trilogie Future, est dévoilé lors de l'E3 2009 : Ratchet and Clank: A Crack in Time. Le studio le planifie un temps pour être le dernier jeu Ratchet and Clank. Il sort finalement en novembre 2009 et, en miroir à Opération Destruction, se concentre sur les origines de Clank[réf. nécessaire]. L'histoire voit également le retour du Dr Nefarious tandis que Ratchet apprend des précisions sur les précédentes révélations concernant les lombax par le biais d'Aliser Azimuth, le lombax vu dans la bande-annonce. Ami du défunt père de Ratchet, il tient dans le jeu le rôle du mentor mais également du père de substitution. Toutefois, de multiples intrigues secondaires lancés dans Opération Destruction sont volontairement omises, le studio préférant se concentrer sur la relation entre Ratchet et Clank. Conformément au titre du jeu, le temps y tient une place importante : Clank, davantage jouable qu'au cours des précédents opus, peut utiliser différentes habilités pour le manipuler de diverses façons[réf. nécessaire]. Le jeu apporte possibilité de contrôler le vaisseau de Ratchet lors des trajets entre planètes, permettant ainsi d'effectuer des missions secondaires dans l'espace ou sur des mondes sphériques qui signent leur retour. Il introduit également les hoverbottes, qui permettent à Ratchet de se déplacer plus vite et d'effectuer des parcours à grande vitesse.

#### Expérimentations multijoueur et épilogueFuture(2011–2013)
Insomniac Games prend finalement la décision de continuer la saga, en important de nouvelles mécaniques de gameplay pour le prochain jeu. Ratchet and Clank: All 4 One est ainsi à la Gamescom 2010 avec Resistance 3, avec l'ambition de créer un opus axé sur la coopération. Ratchet et Clank sont ainsi jouables pour la première fois simultanément tandis que, sur idée des développeurs, le capitaine Qwark et le docteur Nefarious complètent le groupe de manière à obtenir un jeu jouable à quatre en local et en ligne, ce dernier étant contraint de réaliser une alliance de circonstance avec ses ennemis jurés. All 4 One est néanmoins jouable à un seul joueur, une I.A contrôlant un deuxième personnage lui permettant d'effectuer les actions nécessitant une coopération. Le jeu sort ainsi en octobre 2011.
Fin mai 2012, un nouveau jeu est annoncé : Ratchet and Clank: Full Frontal Assault, renommé Ratchet and Clank: Q-Force en Europe. Les développeurs s'inspirent du niveau du canyon Krell de A Crack In Time, où le joueur se déplaçait sur la carte avec les hoverbottes de Ratchet pour atteindre plusieurs objectifs, et des batailles de Ratchet and Clank 3 afin de créer les mécaniques de gameplay axé sur du tower defense. Q-Force est conçu avec une durée de vie plus faible que ses prédécesseurs mais avec un mode multijoueur en ligne et sort en novembre 2012.
En juillet 2013, un teasing apparaît sur les réseaux sociaux de PlayStation, montrant une éclipse violette. Quelques jours plus tard, le jeu se révèle être Ratchet and Clank: Into the Nexus, renommé Ratchet and Clank: Nexus en Europe, en référence au titre de travail du projet d'opus planifié initialement à la place de Gladiator 8 ans plus tôt. Il est annoncé comme un retour aux sources avec une aventure solo avec un gameplay dans la lignée des premiers jeux, annonçant la fin des expérimentations multijoueur, et mettant en avant la manipulation de la gravité. Il conclut également la saga Future en tant que dernier Ratchet and Clank de la PlayStation 3, l'arrivée de sa successeure PlayStation 4 étant prévue pour la fin de l'année. Nexus sort ainsi en novembre 2013, quelques jours avant la nouvelle console.

#### Remake et série post-Future(2016–aujourd'hui)
En parallèle du développement de Nexus, une adaptation cinématographique de la série est annoncée le 23 avril 2013 pour une sortie début 2015. Décision est prise de profiter de la sortie du film pour en effectuer une adaptation en jeu vidéo sur PlayStation 4, qui est révélée lors de l'E3 2014 : l'idée est que le film et le jeu, sobrement nommé Ratchet and Clank, partagent la même vision des origines de Ratchet ainsi que le même scénario.  Insomniac Games s'amuse de cette situation en qualifiant leur nouveau jeu par la formule Le jeu, inspiré du film, inspiré du jeu lors de la présentation du gameplay à l'E3 2015. Ainsi, la plupart des niveaux reprennent le même level design que ceux du jeu original de 2002, à quelques exceptions près. Toutefois, bien que le développement du jeu soit terminé dès le mois de juillet 2015, sa date de sortie est repoussée pour être simultanée à celle du film qui a lui-même été repoussé en 2016 afin de maximiser ses chances au box-office. Les deux sortent ainsi en avril 2016 mais avec des succès diamétralement opposés : alors que le film est un échec commercial et critique, le jeu devient le plus vendu de la série,.
Alors que le délai de trois ans entre deux jeux était inédit dans l'histoire de la série, les évolutions technologiques rallongent encore davantage le délai entre ce onzième opus d'Insomniac Games et le jeu suivant. Peu de temps avant la sortie de Marvel's Spider-Man dont Insomniac a obtenu le développement, un nouveau Ratchet and Clank est mis en chantier à partir de août 2018. L’objectif est de tirer parti de l'architecture de la future PlayStation 5 pour permettre notamment un chargement instantanée des niveaux du jeu mais également des gâchettes adaptatives de la DualSense, manette de la console. Le jeu se révèle en juin 2020 sous le titre Ratchet and Clank: Rift Apart, avec un trailer dévoilant notamment l'utilisation des portails dimensionnels mentionnés dans Opération Destruction comme étant au cœur du futur jeu, permettant ainsi de changer instantanément d'environnement grâce notamment au SSD de la PlayStation 5. Aussi, un nouveau personnage est dévoilé à la toute fin de la bande-annonce : une mystérieuse lombax qui tombe sur Clank après que celui-ci ait été séparé de Ratchet par une faille dimensionnelle, qui au nom de Ratchet demande « Qui ? ». Confirmée comme étant un personnage jouable, le nom de la jeune lombax est révélé dans un trailer en avril 2021 : Rivet,. Le scénario prend place après les événements de Nexus, occultant la trame du remake de 2016, qualifiée par le directeur de jeu Mike Daly de « récit raconté par Qwark, un personnage qui est en grande partie peu fiable ». Rift Apart sort en juin 2021 après un peu moins de trois ans de développement et se vend à plus d'un million d'exemplaires en un peu plus d'un mois, devenant le deuxième jeu le plus vendu de la PlayStation 5 derrière le remaster de Demon's Soul.
En mai 2023, Insomniac Games annonce une sortie de Rift Apart sur PC pour le 26 juillet 2023, un portage développé par Nixxes Software qui avait précédemment porté Marvel's Spider-Man,,. Rift Apart devient le premier jeu de la saga à sortir en dehors de l'éco-système PlayStation.

### Jeux de High Impact Games
En 2003, d'anciens développeurs d'Insomniac Games et de Naughty Dog fondent le studio High Impact Games. Sony, à la recherche d'une équipe de développement pour réaliser un Ratchet and Clank sur sa PlayStation Portable, propose le projet au studio en raison de l'expérience des membres du studio avec la licence. Le projet est accepté et le développement de Ratchet and Clank : La taille, ça compte est lancé, pour une sortie au cours du premier semestre 2007. À l'origine de ce titre, l'un des éléments du jeu est de permettre à Ratchet de rétrécir pour explorer des environnements invisibles à l’œil nu et entrer dans des serrures pour les crocheter. Les mouvements de la caméra sont contrôlés avec les gâchettes de la console portable, en raison de l'absence de deuxième joystick. La conséquence est qu'il n'est pas possible pour le joueur de déplacer la caméra sur une axe vertical, hors vue subjective. Les courses d'hoverboard font leur retour ainsi que Clank géant dans des missions spatiales proches des rail-shooters. Enfin, le jeu introduit le concept des pièces d'armures qui augmentent la résistance de Ratchet aux dégâts mais aussi, selon leur combinaison, d'octroyer des capacités supplémentaires. Le jeu dispose également d'un mode multijoueur en local et en ligne mais limité à seulement 4 joueurs.
À la suite de la réception critique et commerciale très positive de La taille, ça compte,,, une suite utilisant le même moteur graphique est rapidement mise en chantier. L'équipe part alors sur l'idée d'un jeu inspiré par la série télévisée fictive Agent Secret Clank, introduite dans Ratchet and Clank 3, notamment son aspect espionnage, et ainsi faire de Clank le personnage principal du titre. Nommé sobrement Secret Agent Clank, le jeu s'oriente davantage vers l'action-infiltration avec la capacité pour Clank d'éliminer discrètement un ennemi qui ne l'a pas repéré avec une séquence de QTE ou de se dissimuler dans le décor. Ratchet, emprisonné pour le vol d'un précieux joyau, reste jouable dans des niveaux se déroulant dans la prison où il est incarcéré, qui servent d'arènes de combat face à d'anciens ennemis de la licence. Contraiement à son aîné, Secret Agent Clank ne dispose pas de mode multijoueur. Lors de sa sortie à l'été 2008, il est accueilli plus tièdement que son prédécesseur,,.
La place de ses deux jeux dans le canon officiel de la franchise est sujette à débat. Lors du niveau de la comète Kreeli de Opération Destruction, le joueur peut trouver un cheat-code auprès de l'ordinateur IRIS pour obtenir un skin de zoni dans Secret Agent Clank. L'IRIS se réfère au jeu comme étant un « épisode de Agent Secret Clank non diffusé », laissant entendre que le jeu de High Impact Games serait une œuvre dans l’œuvre. En 2017, Insomniac Games confirme que La taille, ça compte et Secret Agent Clank font partie du canon et que le deuxième est bien un épisode ou un film existant dans l'univers Ratchet and Clank. Ces propos sont à nouveau confirmés en 2018 par le community manager du studio James Stevenson lors d'une interview pour le Wikia fandom anglophone.

### Remasterisations
Pour célébrer le 10e anniversaire de la saga, une remastérisation en haute définition des trois premiers opus sort en 2012 sur PlayStation 3, développée par Idol Minds sous le nom de The Ratchet and Clank Trilogy. Ratchet: Gladiator est également remasterisé en 2013 mais ne sort qu'en format dématérialisé. Les modes multi-joueurs de Ratchet and Clank 3 et de Gladiator sont redéployés et remis en ligne lors de la sorties de ces versions HD mais ferment à nouveau en 2018.
Un portage PlayStation Vita de The Ratchet and Clank Trilogy sort également en 2014, mais Gladiator n'est cette fois-ci pas concerné par la démarche.

### Épisodes mobiles
L'univers Ratchet and Clank a été adapté à trois reprises sur mobile. Simultanément à la sortie de Gladiator en novembre 2005, Sony Pictures Mobile sort Ratchet and Clank : Going Mobile, développé par Handheld Games. Le système de jeu reste semblable aux versions console à la différence qu'il est en 2D. Une suite du nom de Ratchet & Clank: Clone Home devait initialement sortir en 2006 mais ne vit jamais le jour, les seuls traces de ce jeu étant quelques screenshots.
Afin d'accompagner la sortie de Nexus en novembre 2013, une préquelle sous la forme d'un infinite run du nom de Ratchet & Clank: Before the Nexus est sortie sur Android et iOS. Le raritanium récupéré dans le jeu peut être utilisé sur Nexus afin d'améliorer ses armes en synchronisant le compte des joueurs avec le PlayStation Store.

## Accueil

### Critiques
Les différents opus d'Insomniac Games ont été accueillis favorablement par la critique, à l'exception de Q-Force qui, en raison d'un gameplay davantage axé sur le tower-defense et d'une durée de vie plus courte, n'a pas séduit autant que ses prédécesseurs. De plus, son portage sur PlayStation Vita, sorti avec plusieurs mois de retard, reçoit des critiques négatives en raison de sa qualité. Les autres opus ayant été plus courts ou qui ont apporté un gameplay différent par rapport aux standards de la série, à savoir Gladiator, Quest For Booty, All 4 One et Nexus, ont également été accueillis plus tièdement.
Du côté des deux jeux High Impact Games, La taille, ça compte obtient de très bonnes critiques tandis que Secret Agent Clank est accueilli moins positivement. Leurs portages sur PlayStation 2 sont en revanche fortement décriés.
| Jeu                                      | Metacritic                                                                 | Jeuxvideo.com                                                              |
| Opus développés par Insomniac Games      | Opus développés par Insomniac Games                                        | Opus développés par Insomniac Games                                        |
| ---------------------------------------- | -------------------------------------------------------------------------- | -------------------------------------------------------------------------- |
| Ratchet and Clank (2002)                 | 88 (43 critiques)                                                          | 17,9 (337 critiques)                                                       |
| Ratchet and Clank 2                      | 90 (46 critiques)                                                          | 18,3 (342 critiques)                                                       |
| Ratchet and Clank 3                      | 91 (65 critiques)                                                          | 18,3 (390 critiques)                                                       |
| Ratchet: Gladiator                       | 81 (51 critiques)                                                          | 16,8 (318 critiques)                                                       |
| Ratchet and Clank: Opération Destruction | 89 (70 critiques)                                                          | 17,7 (453 critiques)                                                       |
| Ratchet and Clank: Quest For Booty       | 76 (46 critiques)                                                          | 14,8 (217 critiques)                                                       |
| Ratchet and Clank: A Crack in Time       | 87 (85 critiques)                                                          | 17,8 (523 critiques)                                                       |
| Ratchet and Clank: All 4 One             | 70 (65 critiques)                                                          | 15,2 (162 critiques)                                                       |
| Ratchet and Clank: Q-Force               | 64 (52 critiques)                                                          | PlayStation 3 : 13,2 (86 critiques) PlayStation Vita : 10,1 (17 critiques) |
| Ratchet and Clank: Nexus                 | 76 (60 critiques)                                                          | 16,1 (92 critiques)                                                        |
| Ratchet and Clank (2016)                 | 85 (101 critiques)                                                         | 16,8 (170 critiques)                                                       |
| Ratchet and Clank: Rift Apart            | 88 (127 critiques)                                                         | 16,9 (188 critiques)                                                       |
| Opus développés par High Impact Games    |                                                                            |                                                                            |
| Ratchet and Clank: La taille, ça compte  | PlayStation Portable : 85 (50 critiques) PlayStation 2 : 62 (35 critiques) | 16,8 (238 critiques)                                                       |
| Secret Agent Clank                       | PlayStation Portable : 72 (56 critiques) PlayStation 2 : 61 (9 critiques)  | 14,8 (90 critiques)                                                        |

### Ventes
Selon le site VG Chartz, sur PlayStation 2, Ratchet & Clank (2002) s'est vendu à plus de 3,33 millions d'exemplaires à travers le monde, Ratchet and Clank 2 (2003) à plus de 2,78 millions d'exemplaires, Ratchet and Clank 3 (2004) à plus de 2,57 millions de copies et Ratchet : Gladiator (2005) à 2,24 millions.
Ratchet & Clank : La taille ça compte (2007), du studio High Impact Games, s'est vendu à plus de 3,74 millions de copies, ce qui en fait l'épisode de la série le plus vendu, alors qu'il s'agit d'un dérivé de la série ; au même titre que Secret Agent Clank, qui dépasse le million d'exemplaires vendus.
Lors de l'ère PlayStation 3, Ratchet and Clank : Opération Destruction cumule plus de 2,55 millions de jeux vendus dans le monde, sa suite épisodique Ratchet and Clank: Quest for Booty s'est vendue à plus de 550 000 copies tandis que Ratchet and Clank: A Crack in Time s'élève à 1,88 million d'exemplaires. Le spin-off Ratchet and Clank: All 4 One (2011) ne s'est vendu qu'à 1,14 million de copies, Ratchet and Clank: Q-Force à 230 000 d'unités, quant à Ratchet and Clank: Nexus (2013) seulement 650 000 jeux.
Le reboot du premier Ratchet and Clank, sorti en avril 2016 sur PlayStation 4, s'est vendu à plus de 2,20 millions d'exemplaires, toujours selon VGChartz. Selon le SELL, il est le jeu s'étant le mieux vendu en valeur durant sa première semaine de commercialisation en France devant Dark Souls III et l’Apocalypse Edition de ce dernier. Il se positionne également en tête des ventes en valeur au Royaume-Uni la semaine de sa sortie et constitue dans ce même pays le meilleur lancement de la série avec 36 000 copies écoulées, sans compter les téléchargements.

## Adaptations sur d'autres supports

### Manga
Un manga en deux volumes, intitulé Ratchet & Clank: Bang Bang Bang! Critical Danger of the Galaxy Legend (ラチェット＆（アンド）クランク / ガガガ！ 銀河のがけっぷち伝説), Ratchet & Clank - GaGaGa! Ginga no Gakeppuchi Densetsu), sort au Japon en novembre 2005 pour le premier tome et février 2008 pour le deuxième. L'oeuvre est réalisée par Shinbo Nomura et éditée par Shōgakukan. Ce manga non officiel est une série de gags avec les personnages de Ratchet et Clank.

### Comics
Une série de comics en six tomes, éditée par Wildstorm, est publiée entre le 8 septembre 2010 et le 16 février 2011 sur un rythme mensuel. Les comics sont scénarisés par T.J Fixman et dessinés par Adam Archer. Ils appartiennent au canon de l'univers et prennent place entre A Crack in Time et All 4 One,.

### Film
Le 23 avril 2013, PlayStation annonce l’adaptation de la série en film sur le blog de PlayStation pour une sortie en 2015. L’annonce du film Ratchet et Clank est accompagnée d’un teaser. Le lendemain, T.J Fixman qui était à l’œuvre sur la trilogie Future annonce être le scénariste du film sur son blog, en reprenant l'histoire du premier jeu de la série et en y incluant de nouveaux lieux et personnages issus de différents horizons de l'univers de Ratchet and Clank. Il écrit également un script pour deux suites dans le but de former une trilogie en cas de succès du premier film. Il qualifiera plus tard cette expérience comme « stressante ».
Le film est produit par le studio de Rainmaker Entertainment à Vancouver, au Canada. Michael Hefferon, président de Rainmaker, en est le producteur exécutif. Les acteurs James Arnold Taylor, David Kaye, Jim Ward et Armin Shimerman reprennent respectivement les rôles de Ratchet, Clank, du capitaine Qwark et du Dr Nefarious. Plusieurs célébrités hollywoodiennes rejoignent le casting dans le rôle des nouveaux personnages : Sylvester Stallone, John Goodman, Bella Thorne et Rosario Dawson. Seule exception pour un personnage déjà existant, Paul Giamatti remplace Kevin Michael Richardson dans le rôle du président Drek.
Jericca Cleland, qui a travaillé pour Pixar Animation Studios sur Toy Story 2 et Le Monde de Nemo comme directrice de la photographie, est initialement annoncée comme réalisatrice du film. Toutefois, Kevin Munroe devient réalisateur au cours de la production et remanie presque intégralement le script de Fixman. Cleland est néanmoins crédité comme coréalisatrice. Le film est en même temps repoussé en 2016 pour éviter une trop grosse concurrence dans les salles.
En France, les droits de distribution sont achetés par La Belle Company qui prend la décision de ne reprendre aucun comédien des jeux pour le doublage français mais plutôt de recruter notamment des vidéastes du YouTube francophone pour cette localisation. Squeezie, Jhon Rachid et Kevin Tran incarnent respectivement Ratchet, Brax Lectrus et Zed, tandis que Nikos Aliagas obtient également un rôle mineur. Ce casting provoque une vive polémique sur les réseaux sociaux, amplifiée par Marc Saez est la première voix française du lombax, ce qui pousse Squeezie à répondre aux critiques. En 2018, Jhon Rachid affirme que le distributeur aurait pris une célébrité quoi qu'il advienne et que le rôle a été initialement proposé à Norman Thavaud, lequel a refusé.
Le film, qui sort finalement en avril 2016, est un échec commercial, rapportant un peu moins de 14 millions de dollars américains pour un budget de 20 millions, ne remboursant ainsi pas ses frais de production,. La réception critique n'est pas différente, allant de mitigée à négative,,.

### Court-métrage
En 2019, un court-métrage d'animation de 23 minutes intitulée Ratchet and Clank : Life of Pie est créé par la société Rainmaker Entertainment, lequel est déjà à l'origine du film Ratchet et Clank. Life of Pie est réalisé par Mike Alcock et Craig George. Il inclut les doubleurs habituels du casting anglophone des jeux de la série. Il n'est pas canon à l'univers de la série. Le court métrage est notamment diffusé en 2021 sans réelle promotion sur YouTube et sur le service canadien de vidéo à la demande Crave.